# Dierenriem

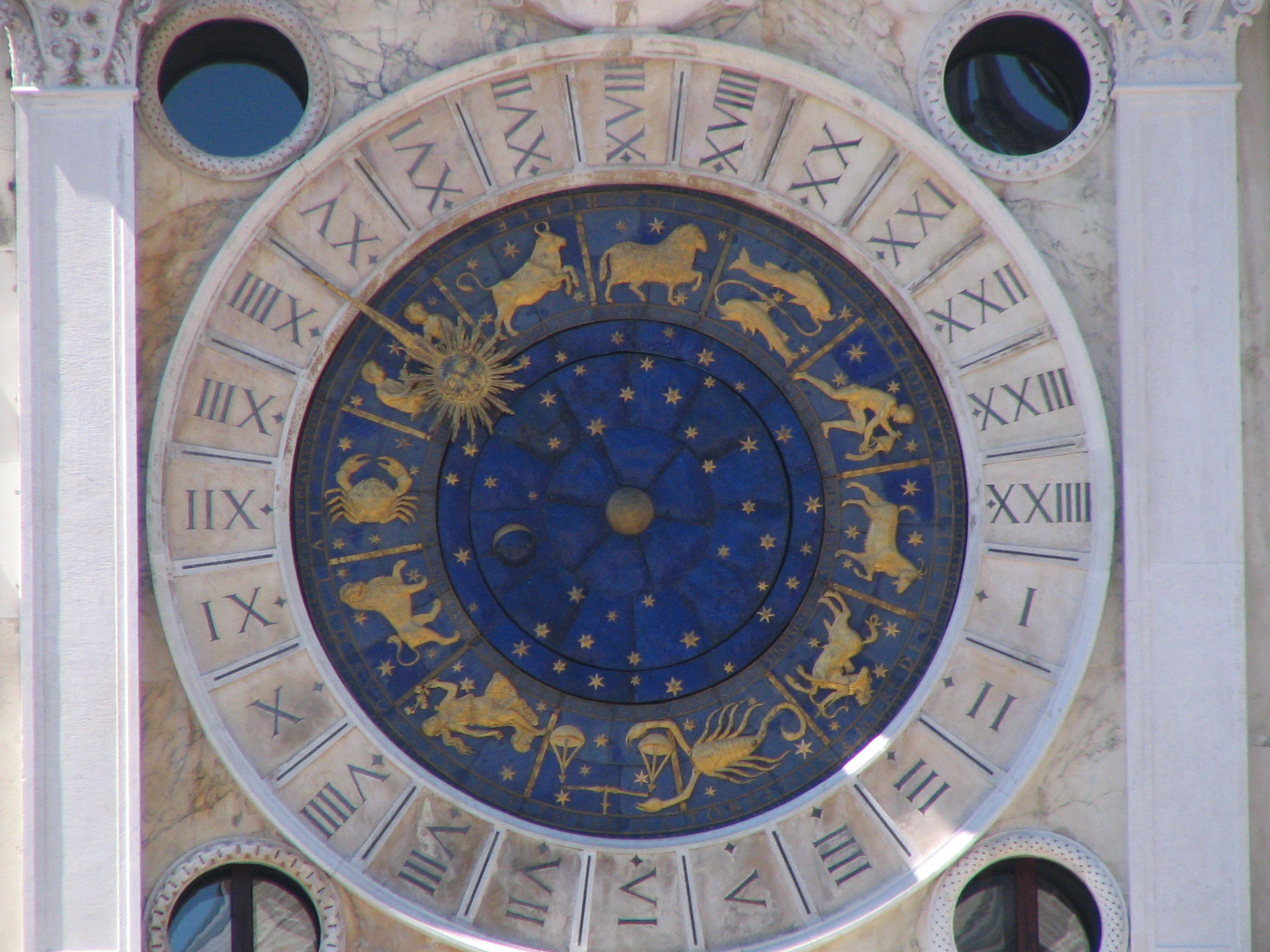
Astronomische klok met zodiak op de Piazza San Marco in Venetië

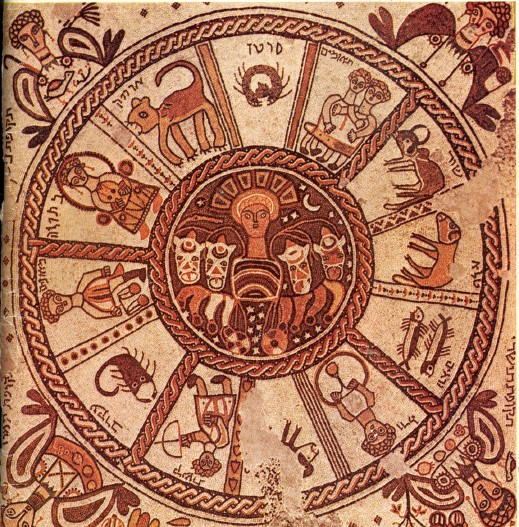
Zodiak in een synagoge in Israël (5e eeuw)

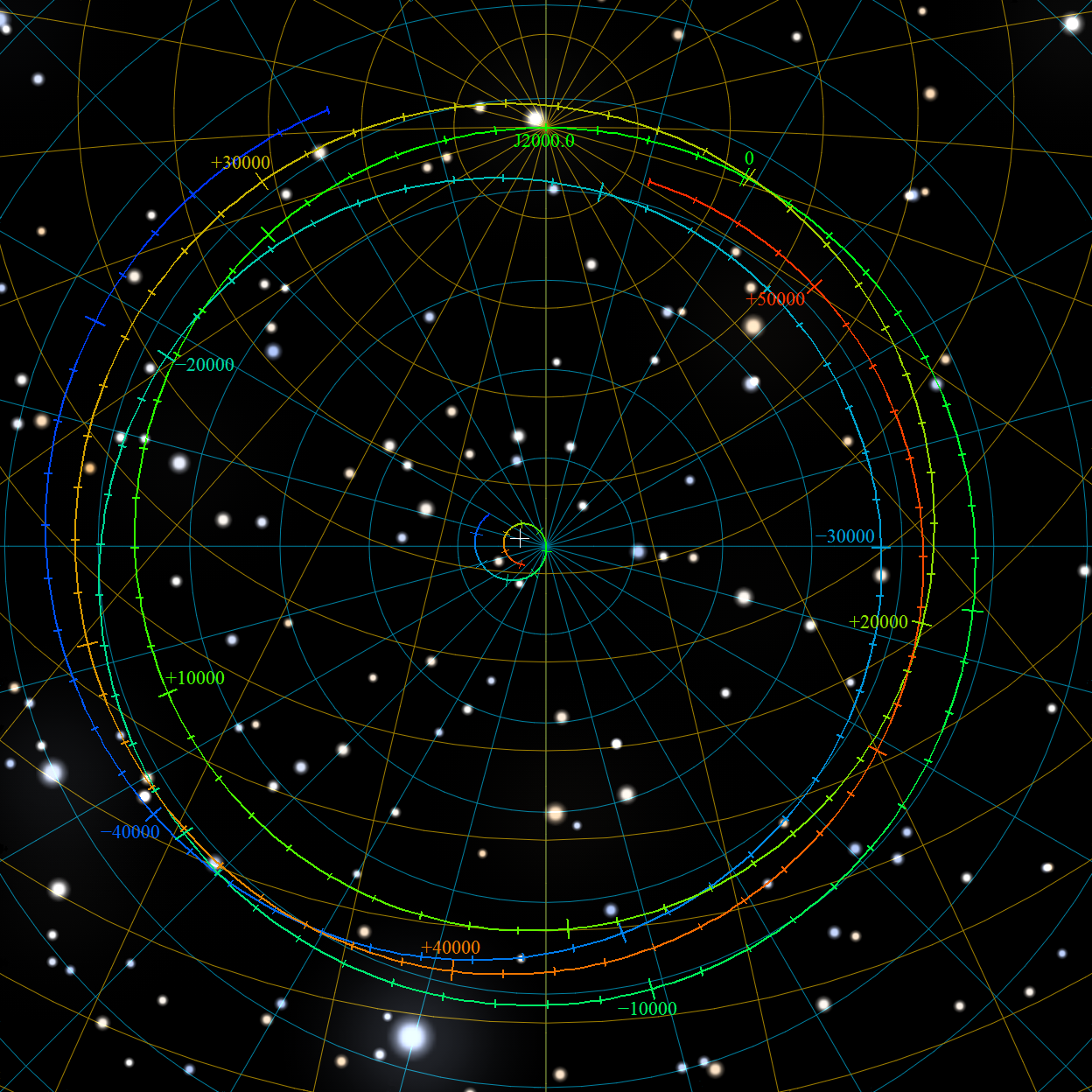
De projectie van het precessiepad van de Noordpool op de vaste hemel van het Epoch J2000.0 voor het tijdsinterval van 48000 BCE tot 52000 CE.

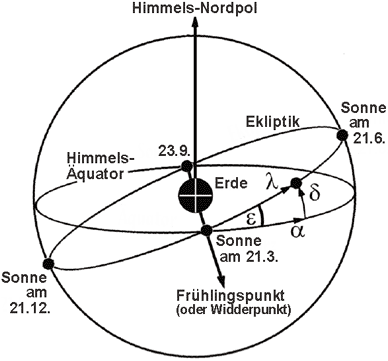
De helling van de ecliptica

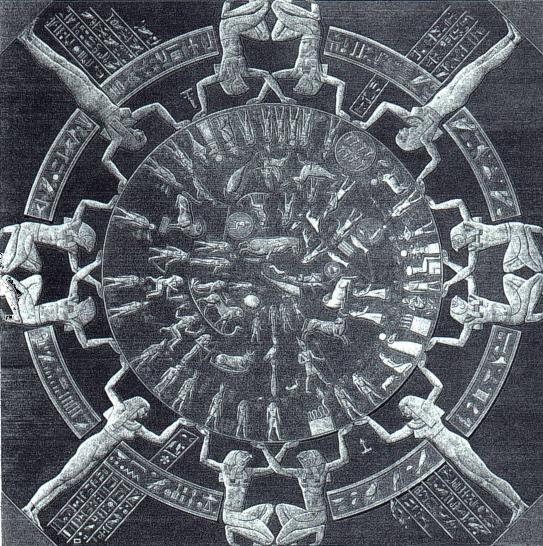
De Dendera zodiak, 1e eeuw v.Chr.

De dierenriem of zodiak is een ongeveer 20 graden brede zone aan de hemelbol, waarbinnen de schijnbare banen van de zon, de maan en de planeten verlopen.
De beweging van de zon en de voortdurende verandering van de sterrenhemel heeft de mens van oudsher gefascineerd. De sterrenhemel draait iedere dag van oost naar west om een vaste pool. Op het noordelijk halfrond is deze pool op minder dan één graad van de poolster verwijderd, wat het gemakkelijk maakt om zich te oriënteren. De sterren rond de poolster bewegen zich in een concentrische cirkel om haar heen, zodat aan de oostelijke horizon voortdurend nieuwe sterrenbeelden opduiken die in het westen weer ondergaan. Zoals de zon dag en nacht markeert, zo keert ze ook na verloop van een jaar terug op dezelfde plaats aan de sterrenhemel. Op basis van deze waarnemingen werden door verschillende oude beschavingen kalenders opgesteld, waarbij de maan de maanden aangaf en de baan van de zon de periode van een jaar bepaalde. Tot de oudst bekende sterrenbeelden behoren de twaalf van de dierenriem. Aan deze tekens werd een bijzondere betekenis toegekend, omdat zij de achtergrond, het decor vormden waartegen zon, maan en planeten zich schijnbaar voortbewogen. Deze baan, die in werkelijkheid de baan is die de aarde om de zon beschrijft, wordt ecliptica genoemd.

## De ecliptica

Precessie met een gyroscoop

Deze ecliptica, de gordel van de dierenriem, ligt scheef op de hemelevenaar, de denkbeeldige lijn van de aarde-equator in het oneindige doorgetrokken. Daardoor vormen die twee vlakken een hoek van 23,5 graden: de 'helling' van de ecliptica. Als gevolg daarvan zijn slechts 2 dagen per jaar dag en nacht even lang tijdens de zogenaamde 'equinoxen': bij het begin van de lente (ca. 21 maart) op 0 graden Ram en bij het begin van de herfst (ca. 23 september) op 0 graden Weegschaal.
Als startpunt van de dierenriem werd ca. 300 v.Chr. het lentepunt op 0 graden Ram gekozen. Dit is dus het tijdstip (omstreeks 21 maart) waarop de zon in het snijpunt van dierenriem en de hemelevenaar treedt. Iemand die dus zegt 'Ik ben een Ram' is geboren in de maand volgend op 21 maart. Reeds de Griekse astronoom Hipparchus (2e eeuw v.Chr.) had opgemerkt dat het lentepunt stilaan verschoof in 'achterwaartse richting' langs de ecliptica. Hij berekende dat deze verschuiving ongeveer 1 graad per 72 jaar bedroeg. Pas veel later zouden moderne natuurkundigen deze precessie vanuit een beweging van de aarde zelf kunnen verklaren. De aardas staat immers scheef op haar omloopbaan, waardoor ze tijdens haar rotatie een soort 'kegelmantel' beschrijft. Ze wiebelt als het ware als een tol. Door deze beweging die 25800 jaar duurt voor hetzelfde uitgangspunt weer wordt bereikt, blijft de poolster niet precies in het noorden staan.

## Het probleem van de precessie
Terwijl voor de astronomie deze precessie van groot belang is, heeft zij voor de astrologie minder betekenis. Voor haar zijn immers alleen de 'veranderlijke sterren' van belang, de planeten en hoe die zich vanuit de aarde gezien lijken voort te bewegen langs de schijnbare baan van de zon. Binnen de astrologie is het bestaan van de twaalf astrologische tijdperken het gevolg van precessie. Nu het lentepunt (rond 21 maart) zich verplaatst van het sterrenbeeld Vissen naar de Waterman bevinden wij ons astrologisch beschouwd aan het begin van het tijdperk van de Waterman.
Volgens oude astrologische tradities verdeelde men de weg die de zon aflegde in twaalf parten of tekens met een lengte van 30 graden. In de loop van het jaar beweegt de zon zich dan door alle tekens die voornamelijk levende wezens of dieren voorstellen. Omdat de tekens hoofdzakelijk dieren zijn, werd de strook van sterrenbeelden 'dierenriem' of zodiak genoemd (uit het Grieks: zooion = levend wezen of dier). Het enige niet-levende wezen uit de dierenriem, de Weegschaal, is pas in latere tijden toegevoegd. Aanvankelijk werden de schalen van de Weegschaal gezien als de klauwen van de Schorpioen.

## Geschiedenis

### Babylonische astronomie
De verdeling van de ecliptica in zodiakale tekens stamt uit de Babylonische (Chaldeeuwse) astronomie, ca. 2600 jaar geleden, waarschijnlijk 7e eeuw v.Chr. De Babylonische kalender kende hierbij elke maand een bepaalde constellatie toe, beginnend bij de positie van de zon in het lentepunt dat toen nog in Aries lag.

### Hellenistische astrologie
Hellenistische astrologie was een samensmelting van Babylonische en Egyptische astrologie. Het was in het Egypte van de Ptolemaeën (vanaf 4e eeuw v.Chr.) dat de eerste astrologische horoscopen verschenen. De Dendera dierenriem, een reliëf daterend uit ca. 50 v.Chr., toont de vroegst bekende uitbeelding van de klassieke dierenriem met de 12 tekens. Astrologie werd bij Grieken en Romeinen "Chaldeeuwse wijsheid" genoemd en gebruikt voor divinatie door middel van planeten en sterren.

### Indische zodiak
De Indische zodiak was direct afgeleid uit het Griekse systeem en overgenomen tijdens een periode van intense culturele contacten met Griekenland onder het bewind van de Seleuciden (2e tot 1e eeuw v.Chr.). In de hindoe astrologie worden de tekens 'rāshi' genoemd. Het Indische systeem maakt wel gebruik van de siderische dierenriem, ook al hebben ze met het Europese systeem gemeenschappelijke wortels. De Sanskriet namen van de tekens zijn, op kleine verschillen na, trouwe vertalingen van de Griekse namen. Zo betekent 'dhanus' 'boog', in plaats van 'boogschutter' en 'kumbha' betekent zoiets als 'waterkan' in plaats van 'waterdrager. De Rig-Veda spreekt over het "twaalfspakig wiel" van de hemel.

### Chinese zodiak
In China was een onafhankelijk ontstane "Gele Weg", die begon met een 'Rat' (te vergelijken met Aquarius) en de 12 constellaties nummerde in tegengestelde richting ten opzichte van de Babylonische.

### Zodiak van de Maya's
Een Maya fries boven een deur in Chichén Itzá (Mexico) beeldt minstens 6 dieren uit in een 24-delige serie waarin ook het symbool voor Venus voorkomt: varken, vogel, schildpad, schorpioen, gier, slang. De hele kwestie van een 'Maya-dierenriem' is echter omstreden.

## Tekens en sterrenbeelden
Het tijdstip waarop de astrologische Zon een nieuw teken binnentreedt (vierde kolom in de tabel) kan van jaar tot jaar verschillen, met afwijkingen van ca. 1 dag.
| Naam                                          | Symbool                      | Astrologisch teken           | Zon in teken vanaf ca.       | Astronomisch sterrenbeeld | Zon in sterrenbeeld volgens IAU constellation boundaries (2010) vanaf ca. |
| --------------------------------------------- | ---------------------------- | ---------------------------- | ---------------------------- | ------------------------- | ------------------------------------------------------------------------- |
| Aries                                         |                              | Ram                          | 21 maart                     | Ram                       | 19 april                                                                  |
| Taurus                                        |                              | Stier                        | 20 april                     | Stier                     | 14 mei                                                                    |
| Gemini                                        |                              | Tweelingen                   | 21 mei                       | Tweelingen                | 21 juni                                                                   |
| Cancer                                        |                              | Kreeft                       | 21 juni                      | Kreeft                    | 21 juli                                                                   |
| Leo                                           |                              | Leeuw                        | 23 juli                      | Leeuw                     | 11 augustus                                                               |
| Virgo                                         |                              | Maagd                        | 23 augustus                  | Maagd                     | 17 september                                                              |
| Libra                                         |                              | Weegschaal                   | 23 september                 | Weegschaal                | 31 oktober                                                                |
| Scorpio*                                      |                              | Schorpioen                   | 23 oktober                   | Schorpioen                | 21 november                                                               |
| Ophiuchus                                     | niet in tropische dierenriem | niet in tropische dierenriem | niet in tropische dierenriem | Slangendrager             | 30 november                                                               |
| Sagittarius                                   |                              | Boogschutter                 | 22 november                  | Boogschutter              | 18 december                                                               |
| Capricornus                                   |                              | Steenbok                     | 22 december                  | Steenbok                  | 21 januari                                                                |
| Aquarius                                      |                              | Waterman                     | 20 januari                   | Waterman                  | 17 februari                                                               |
| Pisces                                        |                              | Vissen                       | 19 februari                  | Vissen                    | 13 maart                                                                  |
| * In de astronomie ook vaak Scorpius genoemd. |                              |                              |                              |                           |                                                                           |

De twaalf symbolen zijn opgenomen in Unicode onder U+2648 t/m U+2653.

## Relatie met de moderne astronomie
Ongeveer 2000 jaar geleden stond de zon vanaf ongeveer 21 maart inderdaad in het sterrenbeeld Ram, maar door de precessie van de equinoxen schuift het lentepunt 30 graden per 2148 jaar op, waardoor de zon begin 21e eeuw bij de aanvang van de lente in Vissen of volgens sommige astrologen reeds in Waterman staat. Wanneer het lentepunt is opgeschoven naar Waterman, dan luidt dit volgens mundane astrologen het Watermantijdperk (the Age of Aquarius) in. Het precieze moment waarop 30 graden Waterman het lentepunt wordt, kan echter niet precies worden vastgesteld. Dit kan al gebeurd zijn, of evengoed pas binnen honderd jaar of meer het geval zijn.
De westerse astrologie houdt vast aan de oorspronkelijke indeling, waarbij de Zon aan het begin van de lente astrologisch in Ram staat. De tekens dragen dus nog steeds de namen van sterrenbeelden die eeuwen geleden in die buurt stonden: Ram, Stier, Tweelingen, enzovoort. Dat dit nu niet meer het geval is, is echter niet zo belangrijk, aangezien de (westerse) astrologie werkt met sectoren (stukjes hemel) waar bepaalde eigenschappen aan toegekend worden, ongeacht welke sterrenbeelden er nu staan.
Merkwaardig is dat de periodes van de sterrenbeelden van deze zogenaamde westerse astrologie nagenoeg samenvallen (soms één dag verschillen) met de Indiase kalender.
De sterrenbeelden zijn overigens niet allemaal even groot, terwijl de astrologie ervan lijkt uit te gaan dat ieder sterrenbeeld 30 graden van de dierenriem in beslag neemt. De westerse astrologie baseert zich echter eerder op sectoren van 30 graden. Ptolemaeus benoemde die 12 sectoren vanaf het lentepunt, dat toen nog in het astronomische sterrenbeeld Ram lag. Volgens de moderne begrenzingen van de sterrenbeelden is er nog een sterrenbeeld, Slangendrager (Ophiuchus), dat niet tot de tropische dierenriem behoort, hoewel de ecliptica er wel doorheen loopt. Dat probleem zag Claudius Ptolemaeus in zijn Tetrabiblos ook al, maar hij verkoos om de traditie met de 12 tekens voort te zetten. In de vedische astrologie wordt met de siderische dierenriem gewerkt, met de werkelijke positie van de astronomische sterrenbeelden dus, en die dierenriem telt dan weer 13 sterrenbeelden, met de Slangendrager erbij.